# Francesco Ascani
Francesco Ascani (Perugia, 16 aprile 1952) è un pilota automobilistico italiano.
Nel 2004 è stato campione della stagione inaugurale dell'Italian Superstars Series, alla guida di una BMW M5. Fa parte del Comitato Esecutivo di Federauto.

## Carriera
Francesco Ascani entra nel mondo delle auto nel 1983, in occasione della MG Metro Challenge Italy, a bordo di una MG Metro. 
Annovera la vittoria nel 2004 del Campionato Italiano Superstars a bordo della BMW M5 del team CAAL Racing, campionato al quale partecipa sempre come pilota BMW fino all'ultima partecipazione alla EUROV8 Series 2014. 
Attualmente, Francesco Ascani fa parte del Comitato Esecutivo di Federauto, la Federazione Italiana Concessionari Auto.